# Classe Upholder
La classe Upholder è un classe di sottomarini Diesel-elettrici sviluppata dal Regno Unito negli anni ottanta. Dismessi dalla Royal Navy nel 1994, sono stati ceduti al Canadian Forces Maritime Command (MARCOM), per essere ufficialmente commissionati nel 2000 come classe Victoria.
La classe di sottomarini a propulsione Diesel-elettrica Upholder è stata l'ultima della tradizione britannica, e porta il nome della più famosa ed efficiente delle unità subacquee inglesi, il leggendario HMS Upholder (P37) del comandante Wanklin. 
Questa serie di 4 unità, che avrebbero dovuto affiancare la classe nucleare Trafalgar e sostituire la classe Oberon, vecchia ma ancora efficiente, sono state ideate negli anni ottanta, ma hanno avuto una vita travagliatissima, con la messa in riserva per risparmiare sul bilancio, e poi la vendita, ancora nuove, al Canada (e l'affitto di un'importante base navale). 
Gli Upholder canadesi, ribattezzati classe Victoria ed impiegati in sostituzione dei vecchi Oberon, hanno avuto alcuni seri problemi ed incidenti.
Nel Regno Unito, con la classe Upholder è terminato lo sviluppo di sottomarini convenzionali, dedicandosi solo alle unità nucleari.

## Unità
- HMCS Victoria (SSK 876), già HMS Unseen (S41)
- HMCS Windsor (SSK 877), già HMS Unicorn (S43)
- HMCS Corner Brook (SSK 878), già HMS Ursula (S42)
- HMCS Chicoutimi (SSK 879), già HMS Upholder (S40)